# Derk-Elsko Bruins
Derk Elsko Bruins (Vlagtwedde, 20 maart 1923 - Gerolstein, 5 februari 1986) was een SS-Oberscharführer (onderofficier) in de Waffen-SS gedurende de Tweede Wereldoorlog. Hij is onderscheiden met het Duitse Ridderkruis van het IJzeren Kruis. Daarmee was hij de tweede Nederlander die deze hoge militaire onderscheiding kreeg.

## De familie Bruins
Bruins werd op 20 maart 1923 geboren in de gemeente Vlagtwedde in de provincie Groningen als zoon van Harm Bruins en Aaltje Nuis. Hij had twee oudere broers en een jongere broer en een zuster. De leden van deze familie waren overtuigd volgers van de Nationaal-Socialistische Beweging (NSB) en diens leider Anton Mussert. De familie Bruins was pro-Duits en bewonderde Adolf Hitler. De familie Bruins was erg arm, evenals de meeste mensen uit het landelijk gebied, dat dicht bij de Duitse grens lag.
Net voor het uitbreken van de Tweede Wereldoorlog besloten de twee oudste broers om uit de NSB te stappen, maar Derk-Elsko en zijn oudere broer Siert besloten om wel lid te blijven. Zij waren de eersten die zich aanmeldden voor de WA (geüniformeerde tak van de NSB) en later de Nederlandsche SS. Beiden werden ingezet aan het Oostfront en Derk Elsko werd onderscheiden met het Ridderkruis, de hoogste militaire onderscheiding voor het vechten tegen de Russen.

## Tweede Wereldoorlog
Hij meldde zich op 26 april 1941 vrijwillig aan bij de SS waar hij geplaatst werd bij de 1e compagnie, SS Panzerjäger Bataljon 54, SS Freiwilligen-Panzergrenadier Brigade Nederland en werd opgeleid als Panzerjäger.
Eind juli werd het 23. SS Freiwilligen-Panzergrenadier-Division Nederland gedwongen zich terug te trekken naar een nieuwe frontlinie. Gedurende de terugtrekking, werd het SS Panzergrenadier Regiment 48, achtergelaten en vergeten. In de ochtend van 27 juli werd Bruins' peloton opgedragen om het afgesneden SS Panzergrenadier Regiment 48 te gaan zoeken.
Op 23 augustus 1944, werd Bruins onderscheiden met het Ridderkruis als Geschützführer I. / SS-Panzerjäger-Abteilung 54 "Nederland" voor het vernietigen van twaalf Russische tanks tijdens de Slag om Narva.
In februari 1945 werd de 23. SS-Freiwilligen-Panzergrenadier-Division Nederland gereorganiseerd, en de Bruins werd hij bevorderd tot de rang van SS-Oberscharführer.

## Naoorlogse jaren
Toen de oorlog voorbij was werd hij gevangengenomen door een Canadese eenheid en meegenomen naar een Nederlandse gevangenis waaruit hij korte tijd later ontsnapte. Hij vluchtte vervolgens naar Duitsland. Hij trouwde in 1950 met een Duitse vrouw en kreeg daardoor de Duitse nationaliteit. Zo maakte hij het onmogelijk voor de Nederlandse autoriteiten hem te vervolgen en vanaf 1955 is de vervolging officieel gestaakt. Bruins leidde naar verluidt een contemplatief leven en was een succesvol zakenman. Hij bleef ook nauw contact houden met zijn vroegere kameraden. Derk-Elsko Bruins overleed op 5 februari 1986 in een ziekenhuis in Gerolstein, Duitsland.

## Militaire loopbaan
- SS-Sturmmann:
- SS-Rottenführer:
- SS-Unterscharführer:
- SS-Oberscharführer: februari 1945

## Decoraties
- Ridderkruis van het IJzeren Kruis op 23 augustus als SS-Rottenführer en Geschützführer I. / SS-Panzerjäger-Abteilung 54 "Nederland"[4][5][6]
- IJzeren Kruis 1939, 1e Klasse en 2e Klasse[4]
- Gewondeninsigne 1939 in zwart[4]
- Medaille Winterschlacht im Osten 1941/42[4]
- Allgemeines Sturmabzeichen in zilver[4]